# Bayern Múnich (bowling)
| Fundación:            | 1983                                                                       |
| Liga                  | Bezirksliga München                                                        |
| Jefe de Departamento: | Jakob Fröhler                                                              |
| Miembros:             | 32 (Desde: 2014)                                                           |
| Instalaciones:        | MKV-Sportkegelzentrum                                                      |
| Sitio web:            | www.fcb-kegeln.de Archivado el 29 de diciembre de 2016 en Wayback Machine. |

La sección de bowling del Bayern Múnich fue creada en 1983.
El departamento de bowling fue creado en 1983 y en la actualidad se compone de 38 miembros. Situado al lado del famoso edificio del departamento de fútbol, se juega bajo las reglas de la Asociación de Jugadores de Bowling de Múnich. De los cuatro equipos, el primer equipo juega en la segunda división más alta, la Münchner Spielklasse Bezirksliga.
El exfutbolista del Bayern Múnich Mehmet Scholl es uno de los integrantes del equipo.